# Winthrop (Minnesota)
Winthrop és una població dels Estats Units a l'estat de Minnesota. Segons el cens del 2000 tenia 1.367 habitants.

## Demografia
Segons el cens del 2000, Winthrop tenia 1.367 habitants, 591 habitatges, i 346 famílies. La densitat de població era de 502,7 habitants per km².
Dels 591 habitatges en un 26,1% hi vivien nens de menys de 18 anys, en un 48,7% hi vivien parelles casades, en un 6,8% dones solteres, i en un 41,3% no eren unitats familiars. En el 38,7% dels habitatges hi vivien persones soles el 21,5% de les quals corresponia a persones de 65 anys o més que vivien soles. El nombre mitjà de persones vivint en cada habitatge era de 2,22 i el nombre mitjà de persones que vivien en cada família era de 2,96.
Per edats la població es repartia de la següent manera: un 23,7% tenia menys de 18 anys, un 6,1% entre 18 i 24, un 23,3% entre 25 i 44, un 21,2% de 45 a 60 i un 25,6% 65 anys o més.
L'edat mediana era de 43 anys. Per cada 100 dones de 18 o més anys hi havia 83,6 homes.
La renda mediana per habitatge era de 34.813 $ i la renda mediana per família de 47.159 $. Els homes tenien una renda mediana de 31.149 $ mentre que les dones 20.573 $. La renda per capita de la població era de 18.188 $. Entorn del 3,5% de les famílies i el 6,1% de la població estaven per davall del llindar de pobresa.

## Poblacions més properes
El següent diagrama mostra les poblacions més properes.